# Costa Fascinosa
Costa Fascinosa é um navio de cruzeiro da classe Concordia que foi encomendado em 2007 pela Costa Crociere. Costa Fascinosa custou 510 milhões de euros para ser construído.
Costa Fascinosa foi construído pelo estaleiro Fincantieri - Cantieri Navali Italiani S.p.A. em Marghera, Itália entrou em serviço no dia 6 de maio de 2012, partindo de Veneza e efetuando escala em Dubrovnik, Capri e Savona.
O Costa Fascinosa foi, juntamente com seu irmão gêmeo o navio Costa Favolosa, o maior navio de cruzeiros com bandeira Italiana.  O Costa Diadema, que é ligeiramente maior, com cerca de 130,000 toneladas brutas, assumiu o título em 2014.

## Facilidades
O navio tem como tema central o cinema A bordo, as áreas públicas e os decks tem nomes que remetem a grandes filmes, como o clássico Otto e Mezzo, de Federico Fellini.
- 1 508 cabines no total, das quais 103 com acesso direto ao spa e 594 com varanda [10]
- 5 restaurantes
- 13 bares
- Centro de bem-estar de 6 000 m² com academia, espaço de beleza, saunas, banho turco e solarium
- 5 jacuzzis para hidromassagem
- 4 piscinas, 1 piscina para crianças
- Quadra poliesportiva
- Circuito jogging ao ar livre
- Teatro em 3 andares
- Cinema 4D
- Simulador de Golf
- Simulador de Grand Prix
- Cassino e discoteca
- Internet point e biblioteca
- Shopping Center